# سیارک ۵۰۰۸
سیارک ۵۰۰۸ (به انگلیسی: 5008 Miyazawakenji، نامگذاری:1991DV) پنج هزار و هشتمین سیارک کشف شده‌است که در ۲۰ فوریه ۱۹۹۱ کشف شد.
قدر مطلق سیارک برابر ۱۲٫۹۰ است.